# Bálványkő
A Bálványkő (románul: Bisericuța Păgânilor, németül: Götzentempel) egy sziklaegyüttes a Keresztényhavas hegységéhez tartozó Pojánai-hegyekben, a Brassó megyei Barcarozsnyó közelében; turisztikai látványosság.

## Leírása
A bükkerdő közepén, horpadályban elhelyezkedő négy méter magas, menhír-szerű kövek egy kőkorszaki kegyhelyre emlékeztetnek. A régebbi leírások egy oltár-szerű kőtáblát is megemlítenek, melyet időközben föld és avar temetett be. A menhíreket mohával fedett, lekerekített sziklák veszik körül. A közelben levő egyik kövön (a túratérképeken is bejelölt Piatra Scrisă, vagyis Írottkő) egyesek rúnákat véltek felfedezni. A kövek anyaga konglomerátum, mely a Rozsnyói-barlangot is alkotó mészkőréteg fölött alakult ki.
A Bálványkőtől 50 méterre egy kilátószikla van (románul Spinarea de Brontozaur), ahonnan a Keresztényhavas egész nyugati oldala, és jó időben a Bucsecs-hegység is látszik. 400 méterre nyugatra, a Szénégető-patak völgyében található a Rozsnyói-barlang egyik bejárata. A Bálványkőtől keletre ered a Valea Boaru állandó vízhozamú patak, mely a Valea Poienii-be ömlik.

## Megközelítése
Legkönnyebben a kék sávval jelzett Brassópojána – Barcarozsnyó turistaút követésével érhető el; ez az út többször elágazik a Bálványkő felé (sárga háromszög jelölés). Ezenkívül délről, a Rozsnyói-szoros felől is megközelíthető, a Bogdán-dombon áthaladó jelöletlen ösvényen.
Távolsága Barcarozsnyótól 4 km, Brassópojánától 6,5 km, Brassótól (a Salamon-kövektől) 9 km.

## Legendák
Egy legenda szerint a pogány korban a régi emberek valóban kegyhelyként használták a Bálványkőt, és áldozatokat mutattak be itt. Egy másik legenda szerint a török háború alatt a Barcarozsnyónál megfutamított törökök közül néhányan a hegyekbe menekültek, ahol egy ideig a Rozsnyói-barlangban húzták meg magukat, és a Bálványkő sziklaegyüttesénél imádkoztak.

## Képek

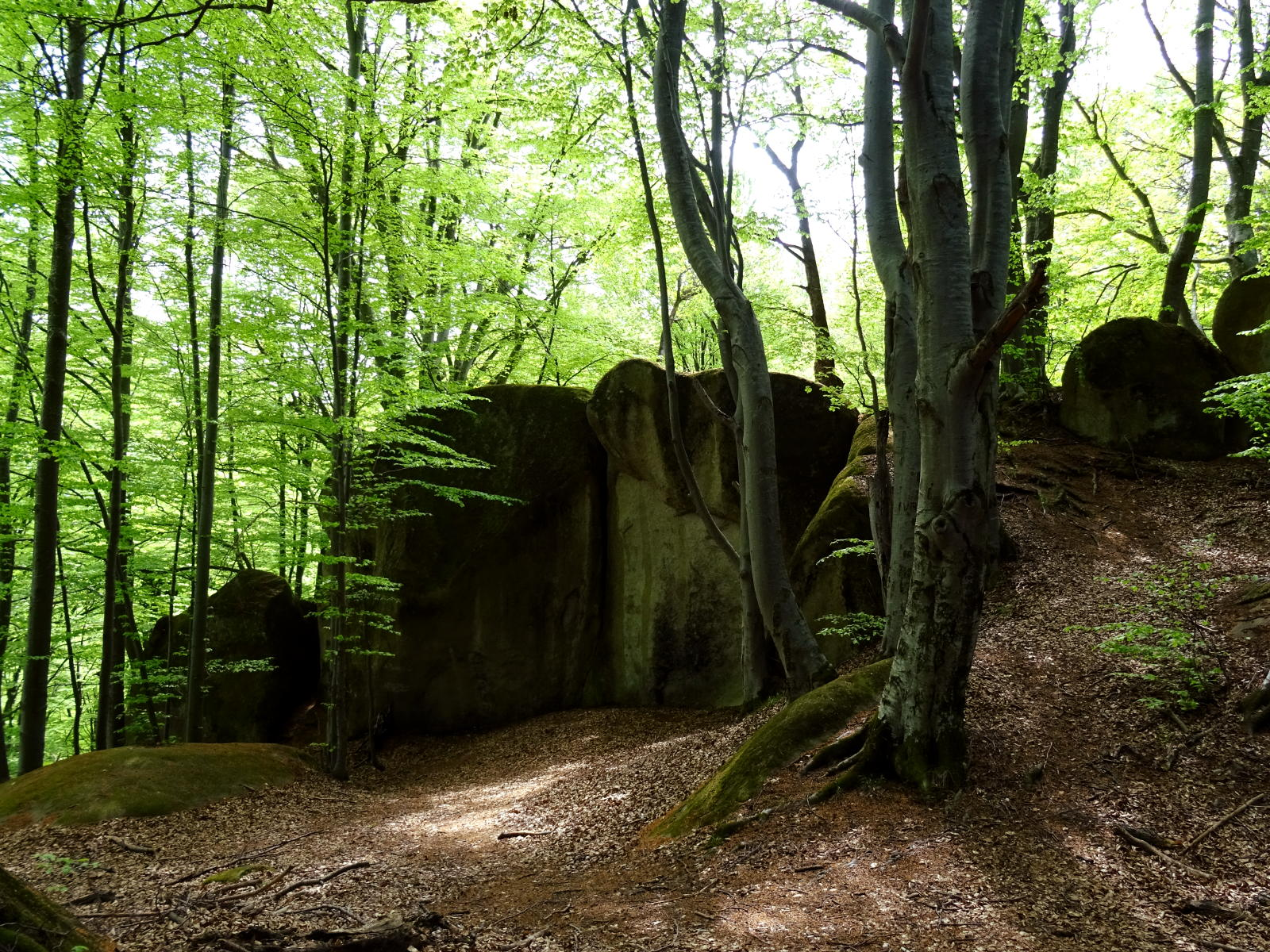
A Bálványkő tavasszal
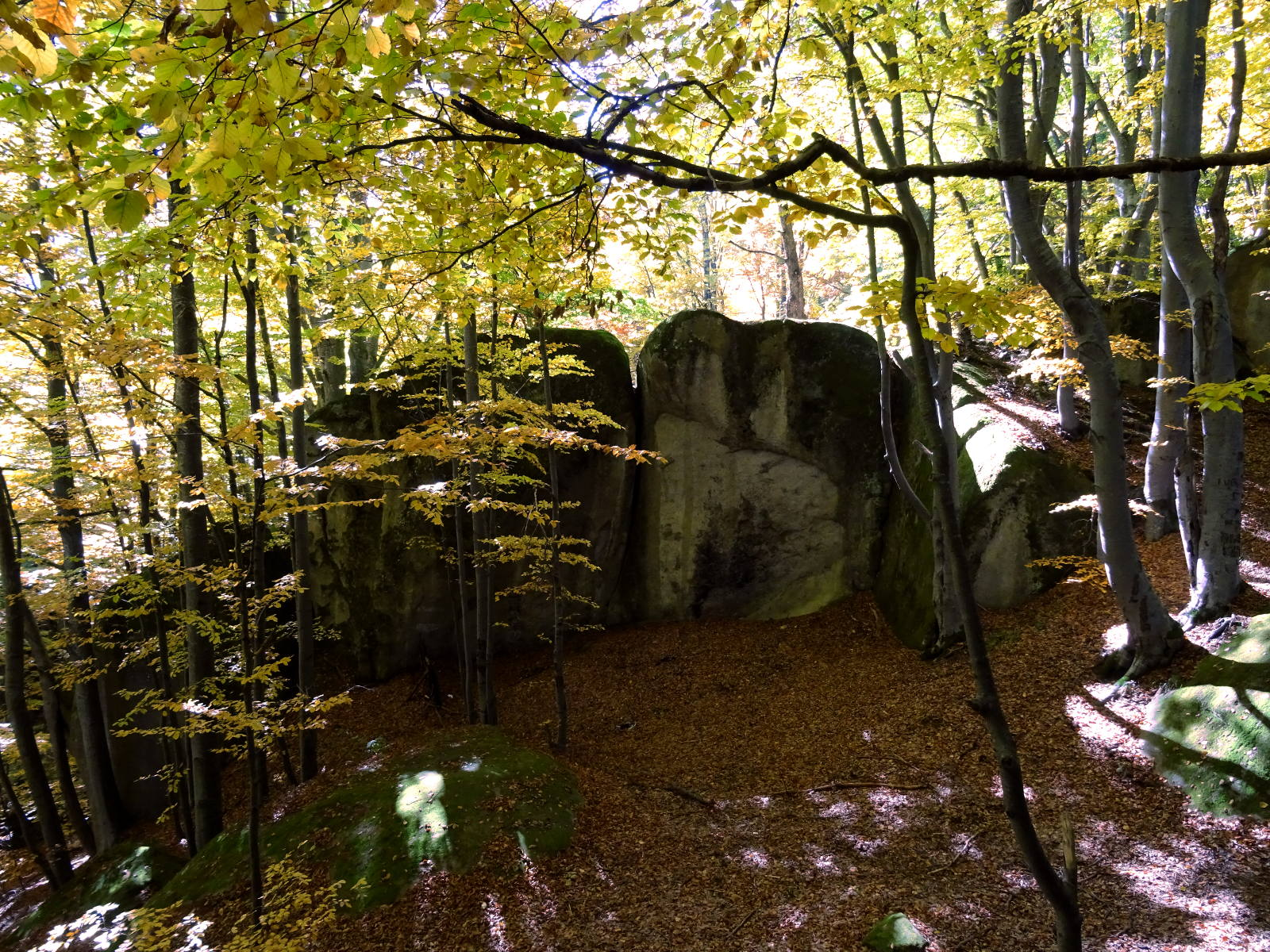
A Bálványkő ősszel
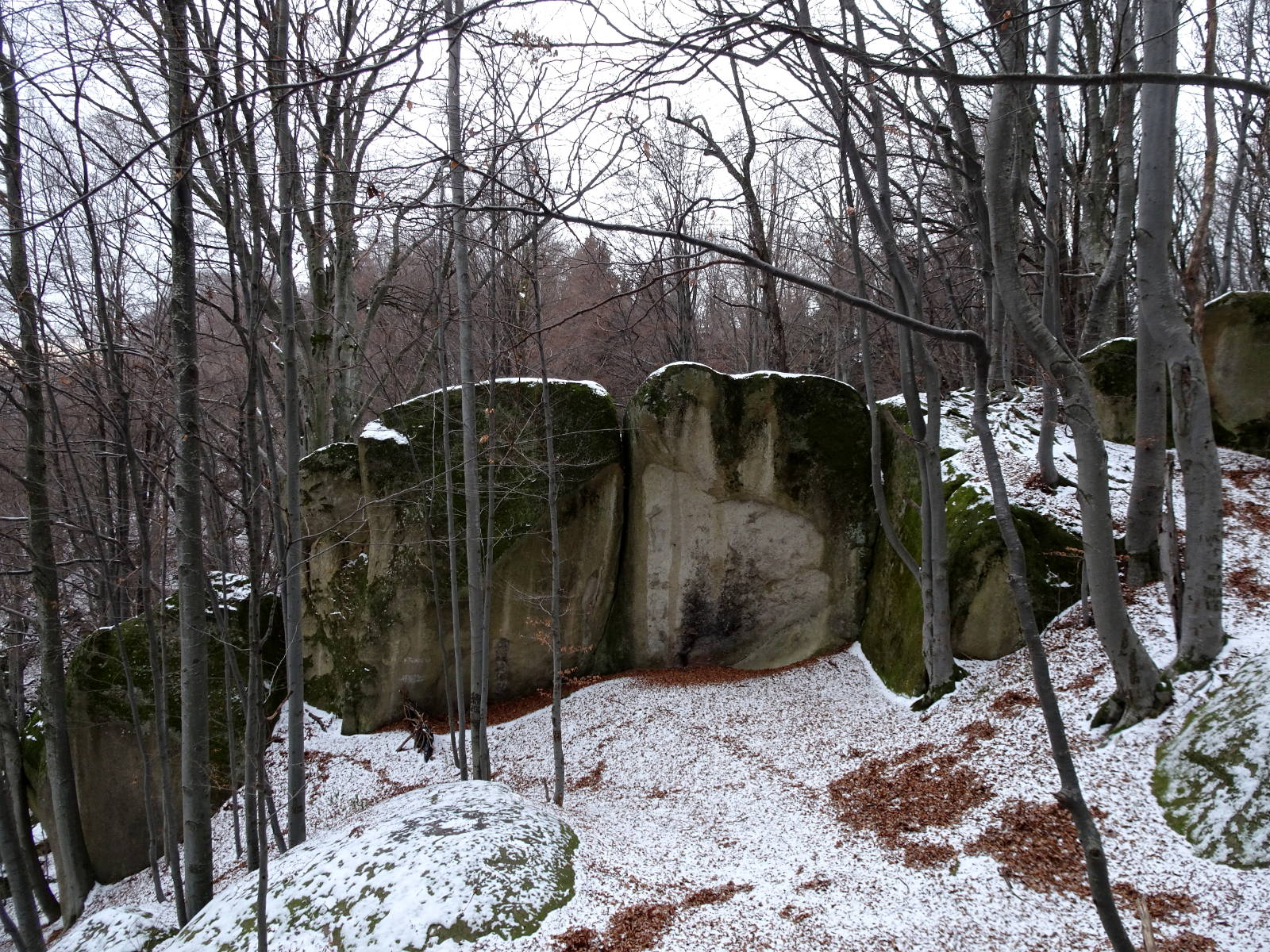
A Bálványkő télen
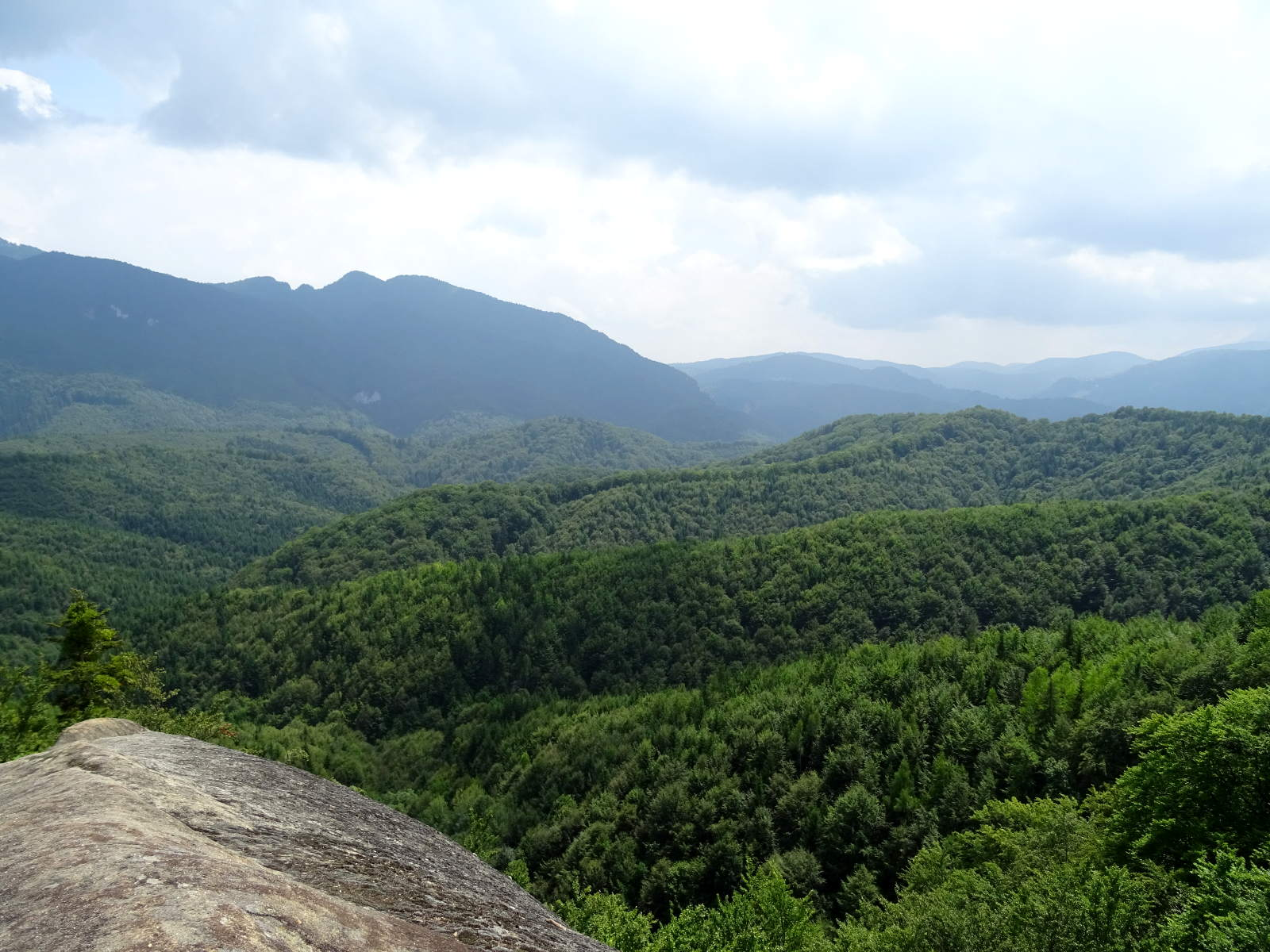
A kilátószikla
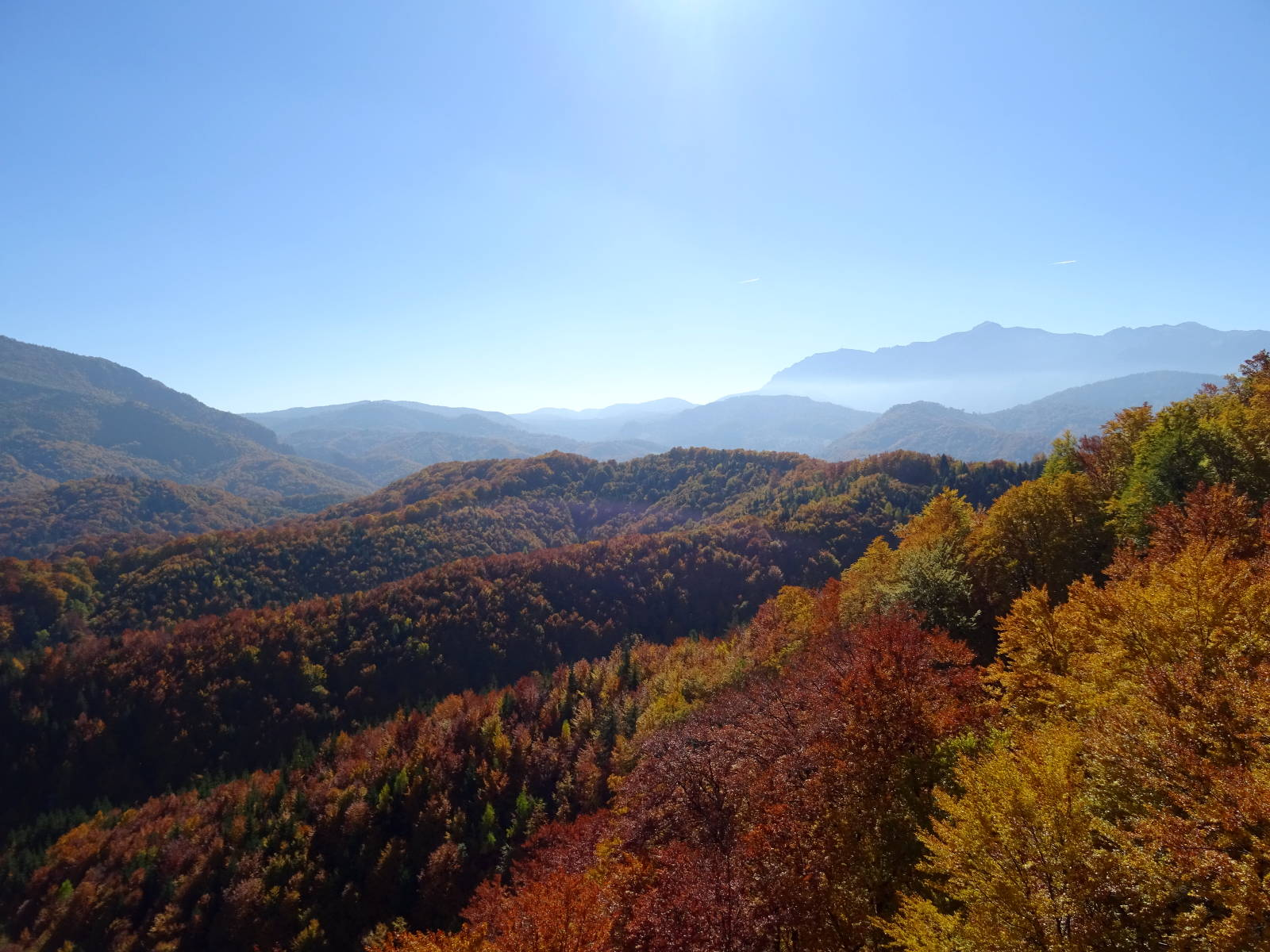
Kilátás a szikláról